# Зодиакальные созвездия

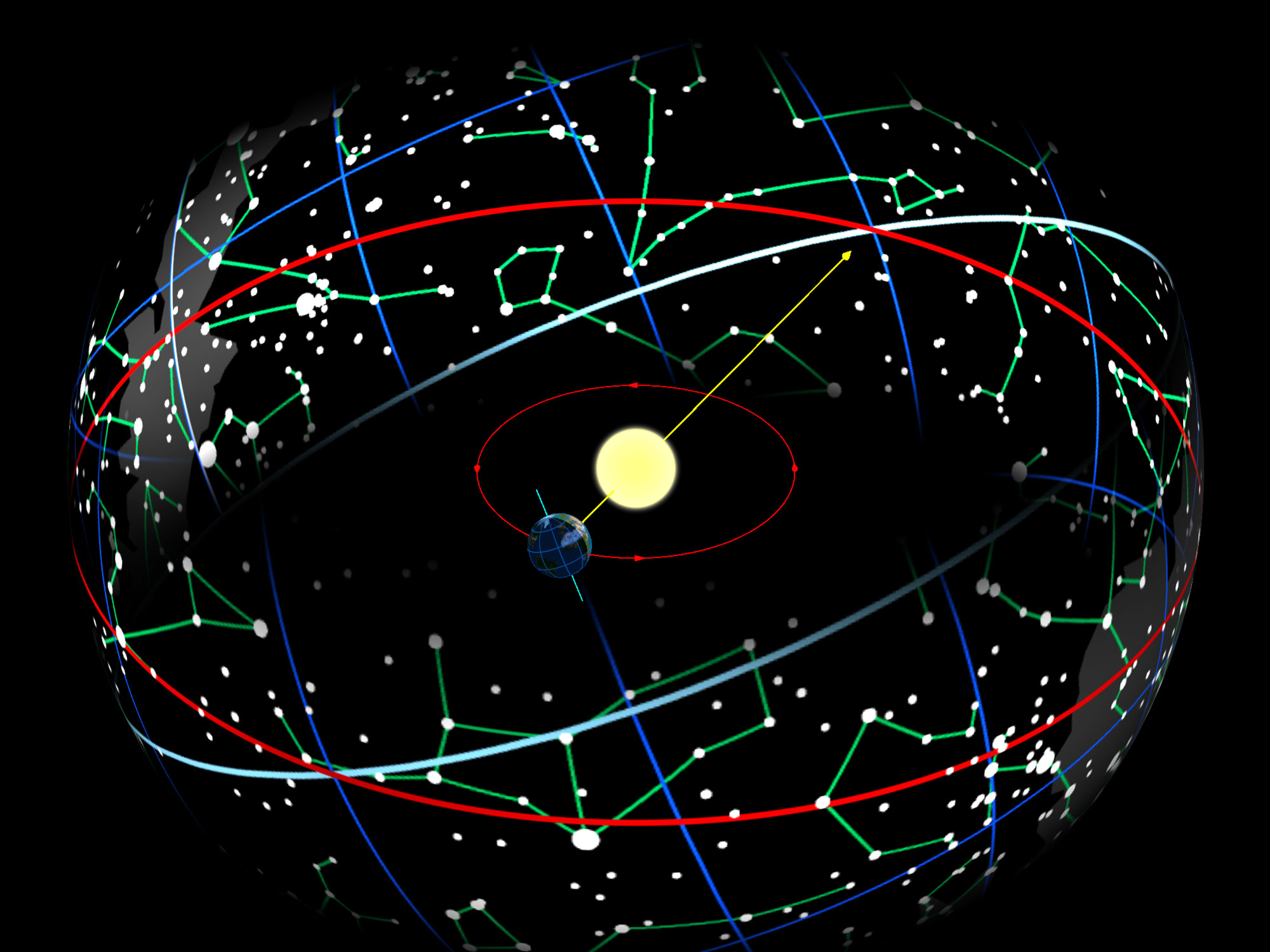
Зодиакальный пояс. Пересечения плоскости эклиптики и плоскости орбиты Луны с небесной сферой изображены красной и голубой линиями.

Зодиакальные созвездия (от греч. ζωδιακός, «звериный») — 12 созвездий, расположенных вдоль эклиптики, видимого годового пути Солнца среди звёзд. Название связано с тем, что большинство зодиакальных созвездий с древних времён носит названия животных.
Считается, что зодиакальные созвездия были выделены в особую группу ещё в Древней Греции, во времена Евдокса Книдского.

## История
В эпоху эллинизма знаками соответствующих созвездий были обозначены также точки равноденствий (весеннего — «Овен», осеннего — «Весы») и солнцестояний (летнего — «Рак», зимнего — «Козерог»). Вследствие прецессии Земной оси эти точки за прошедшие более чем 2 тысячи лет переместились из упомянутых созвездий, однако присвоенные им древними астрономами обозначения сохранились. Соответствующим образом сместились и зодиакальные знаки, привязанные в западной астрологии к точке весеннего равноденствия.
В древности каждому из этих созвездий был присвоен свой астрономический символ. Ныне упомянутые символы не используют для идентификации реальных зодиакальных созвездий.
Ранние русские названия зодиакальных созвездий, а также их изображения присутствуют в «Изборнике Святослава» (1073 год), там же указаны названия семи планет.
Современные границы зодиакальных созвездий были установлены на Третьей генеральной ассамблее Международного астрономического союза (МАС) в 1928 году (тогда были утверждены границы всех 88 современных созвездий). Поскольку границы реальных зодиакальных созвездий далеко не соответствуют принятому в астрологии разделению эклиптики на 12 равных частей, соответствия между координатами созвездий и знаков зодиака нет. Также нет соответствия между датами вхождения Солнца в зодиакальные созвездия и соответствующими знаками зодиака. Пределы нахождения Солнца в границах реальных созвездий могут быть от семи дней (созвездие Скорпиона) до одного месяца шестнадцати дней (созвездие Девы).
Созвездия Скорпиона и Стрельца полностью видны в южных районах России, остальные — на всей её территории.

## Список зодиакальных созвездий
В таблицу включены все созвездия, которые пересекает эклиптика, пересечение плоскости эклиптики с небесной сферой изображена штриховой линией, включая созвездие Змееносца, не входящего в число знаков зодиака.
| Русское название созвездия | Сокращение | Изображение | Даты пребывания Солнца в созвездиях | Период прохождения Солнца по созвездию |
| -------------------------- | ---------- | ----------- | ----------------------------------- | -------------------------------------- |
| Овен (лат. Aries)          | Ari        |             | 19 апреля — 13 мая                  | 25 дней                                |
| Телец (лат. Taurus)        | Tau        |             | 14 мая — 19 июня                    | 37 дней                                |
| Близнецы (лат. Gemini)     | Gem        |             | 20 июня — 20 июля                   | 31 день                                |
| Рак (лат. Cancer)          | Cnc        |             | 21 июля — 9 августа                 | 20 дней                                |
| Лев (лат. Leo)             | Leo        |             | 10 августа — 15 сентября            | 37 дней                                |
| Дева (лат. Virgo)          | Vir        |             | 16 сентября — 30 октября            | 45 дней                                |
| Весы (лат. Libra)          | Lib        |             | 31 октября — 22 ноября              | 23 дня                                 |
| Скорпион (лат. Scorpius)   | Sco        |             | 23 ноября — 29 ноября               | 7 дней                                 |
| Змееносец (лат. Ophiuchus) | Oph        |             | 30 ноября — 17 декабря              | 18 дней                                |
| Стрелец (лат. Sagittarius) | Sgr        |             | 18 декабря — 19 января              | 32 дня                                 |
| Козерог (лат. Capricornus) | Cap        |             | 20 января — 15 февраля              | 28 дней                                |
| Водолей (лат. Aquarius)    | Aqr        |             | 16 февраля — 11 марта               | 24 дня                                 |
| Рыбы (лат. Pisces)         | Psc        |             | 12 марта — 18 апреля                | 38 дней                                |

## Яркие звёзды
В зодиакальных созвездиях находится много ярких звёзд. Пятнадцать наиболее заметных располагаются всего в семи созвездиях:
- Альдебаран (α Тельца) — 0,85m
- Антарес (α Скорпиона) — 0,96m
- Спика (α Девы) — 0,98m
- Поллукс (β Близнецов) — 1,14m
- Регул (α Льва) — 1,35m
- Кастор (α Близнецов) — 1,57m
- Шаула (λ Скорпиона) — 1,63m
- Каус Аустралис (ε Стрельца) — 1,79m
- Саргас (θ Скорпиона) — 1,86m
- Альхена (γ Близнецов) — 1,93m
- Хамаль (α Овна) — 1,98m
- Альгиеба (γ Льва) — 1,98m
- Нунки (σ Стрельца) — 2,05m
- Денебола (β Льва) — 2,14m